# INRIA
INRIA (фр. Institut national de recherche en informatique et en automatique, Национальный институт исследований в информатике и автоматике) — национальный исследовательский институт во Франции, работающий в области компьютерных наук, теории управления и прикладной математики.
Создан в 1967 в г. Роканкур рядом с Парижем в рамках государственной программы Plan Calcul под названием «Institut de recherche en informatique et en automatique» (IRIA). В 1980 году с добавлением в название слова national переименован в INRIA. С 2011 года название института пишется как Inria. Институт расположился в бывших зданиях Верховного главнокомандования ОВС НАТО в Европе, которое с 1967 года переехало в Бельгию в связи с выходом Франции из военных структур НАТО. Эти здания до сих пор являются головным корпусом института.

## Административный статус
INRIA является научно-технологическим государственным учреждением (фр., EPST) и находится под двойным управлением министерства образования и министерства экономики. Inria состоит из девяти исследовательских центров, разбросанных по разным городам Франции: Бордо, Гренобль, Лилль, Лион, Нанси, Париж-Роканкур, Рен, Сакле (Палезо) и София-Антиполис и одного зарубежного центра в Лас-Кондес (Чили). До декабря 2007 года центры в Бордо, Лилле и Сакле формировали единый исследовательский центр под названием INRIA Futurs.
В октябре 2010 года, INRIA, совместно с Университетом Пьера и Марии Кюри и Университетом Париж Дидро создали IRILL (фр.) — центр инноваций и исследований для свободного программного обеспечения.
В INRIA работает около 3800 человек, среди которых 1300 исследователей, около 1000 человек, работающих над диссертацией Ph.D. и 500 человек, проходящих постдокторат.

## Исследования в области компьютерных наук
INRIA проводит практические и теоретические исследования в области компьютерных наук. В институте были созданы:
- Bigloo — реализация Scheme
- CADP — программы для верификации асинхронных конкурентных систем
- CaML, язык из семейства ML
  - Caml Light и OCaml — реализации языка CaML
- ChorusOS — распределенная микроядерная ОСРВ, одно из двух наиболее ранних микроядер, наряду с Mach
- CompCert — верифицированный компилятор языка С для архитектур PowerPC, ARM и x86_32
- Coq — программа для автоматического доказательства теорем
- CYCLADES — французская исследовательская компьютерная сеть. Один из прообразов нынешнего Интернета.
- Eigen — библиотека линейной алгебры для языка программирования C++
- Esterel — язык программирования конечных автоматов
- Geneauto — кодогенерация из модели[1]
- Graphite — исследовательская платформа для компьютерной графики, 3D-моделирования и численной геометрии
- OpenViBE — платформа для разработки, тестирования и использования Нейрокомпьютерных интерфейсов
- Pharo — реализация Smalltalk с открытым исходным кодом
- scikit-learn — библиотека, предназначенная для машинного обучения
- Scilab — пакет для математических вычислений, сходный и частично совместимый с MATLAB
- SmartEiffel — свободно распространяемый компилятор языка Eiffel
- TOM — язык сопоставлений с образцом